# Pavići
za vas/zaselek pri Novi Vasi v Istri na Hrvaškem glej Pavići (Nova Vas)
Pavići so naselje v mestu Banjaluka, Bosna in Hercegovina. 

## Deli naselja
Aljetići, Cvijetići, Ćorići, Grgići, Grujičići, Ilići, Jovići, Klincovi, Kovačevići, Lukići, Mačkići, Majstorovići, Pavići, Savanovići, Savići, Stanivukovići, Topići in Vujnovići.

## Prebivalstvo
| Pregled števila prebivalcev po letih | Pregled števila prebivalcev po letih | Pregled števila prebivalcev po letih | Pregled števila prebivalcev po letih | Pregled števila prebivalcev po letih | Pregled števila prebivalcev po letih |
| ------------------------------------ | ------------------------------------ | ------------------------------------ | ------------------------------------ | ------------------------------------ | ------------------------------------ |
| 1948                                 | 1953                                 | 1961                                 | 1971                                 | 1981                                 | 1991                                 |
| -                                    | -                                    | 1.020                                | 1.038                                | 790                                  | 607                                  |

| Narodna sestava prebivalstva po letih                                                                                          | Narodna sestava prebivalstva po letih                                                                                        | Narodna sestava prebivalstva po letih                                                                                    |
| --- | --- | --- |
| 1971 | 1981 | 1991 |
| . skupaj: 1.038 Srbi 1.032 (99,42 %) Hrvati 0 (0,00 %) Muslimani 0 (0,00 %) Jugoslovani 0 (0,00 %) drugi in neznano 6 (0,57 %) | . skupaj: 790 Srbi 692 (87,59 %) Hrvati 0 (0,00 %) Muslimani 0 (0,00 %) Jugoslovani 91 (11,51 %) drugi in neznano 7 (0,88 %) | . skupaj: 607 Srbi 607 (100 %) Hrvati 0 (0,00 %) Muslimani 0 (0,00 %) Jugoslovani 0 (0,00 %) drugi in neznano 0 (0,00 %) |